# Ophiclinops pardalis
Ophiclinops pardalis är en fiskart som först beskrevs av Mcculloch och Waite, 1918.  Ophiclinops pardalis ingår i släktet Ophiclinops och familjen Clinidae. Inga underarter finns listade i Catalogue of Life.